# Caterina Fanzini
Caterina Fanzini (* 12. August 1985 in Parma) ist eine italienische Volleyballspielerin.

## Karriere
Fanzini begann ihre Karriere im Jahr 1995 bei TVV Fontanellato und blieb dort für vier Spielzeiten. In der Saison 2006/07 debütierte als Profi bei Esperia Cremona Pallavolo. In der Saison 2009/10 wechselte sie zu Foppapedretti Bergamo. Sie gewann mit dem Verein 2010 die Champions League und 2011 die italienische Meisterschaft. Danach wechselte sie zu Icos Crema. Im August 2012 wurde sie vom deutschen Bundesligisten SC Potsdam verpflichtet. 2013 kehrte sie nach Italien zurück und spielte in der Serie A2 bei Pallavolo Scandicci und bei VolAlto Caserta.